# 埃爾東塞略
埃爾東塞略是哥倫比亞的城鎮，位於該國南部，由卡克塔省負責管轄，距離首府弗洛倫西亞69公里，始建於1951年3月20日，面積1,027平方公里，海拔高度509米，2005年人口18,732。
1°41′N 75°17′W / 1.683°N 75.283°W